# Casais e Alviobeira
Casais e Alviobeira (llamada oficialmente União das Freguesias de Casais e Alviobeira) es una freguesia portuguesa del municipio de Tomar, distrito de Santarém.

## Historia
Fue creada el 28 de enero de 2013 en aplicación de una resolución de la Asamblea de la República de Portugal promulgada el 16 de enero de 2013 con la unión de las freguesias de Alviobeira y Casais, pasando su sede a estar situada en la antigua freguesia de Casais.

## Demografía
| Gráfica de evolución demográfica de Casais e Alviobeira entre 2011 y 2021 |
|                                                                           |
| Datos según el nomenclátor publicado por el INE portugués.                |